# تاکاشی ایتویاما
تاکاشی ایتویاما (انگلیسی: Takashi Itoyama; ۱۴ نوامبر ۱۹۳۶ – ۱۷ اوت ۱۹۸۳) بازیکن بسکتبال اهل ژاپن بود.